# Eupeodes klapperichi
Eupeodes klapperichi är en tvåvingeart som först beskrevs av Dusek och Laska 1980.  Eupeodes klapperichi ingår i släktet fältblomflugor, och familjen blomflugor.
Artens utbredningsområde är Afghanistan. Inga underarter finns listade i Catalogue of Life.